# Neşet Ertaş
Neşet Ertaş (geboren 1938 in Kırtıllar, Provinz Kırşehir, Türkei; gestorben 25. September 2012 in Izmir, Türkei) war ein türkischer Sänger, Bağlama-Spieler und Komponist. Der Geburtsort Kırtıllar ist heute ein Weiler (mahalle), der zum Dorf Kelismailuşağı im Bezirk Akpınar gehört, und hat seit seiner Geburt mehrmals die administrative Zuordnung gewechselt, woraus unterschiedliche Angaben zum Geburtsort herrühren.

## Leben und Karriere

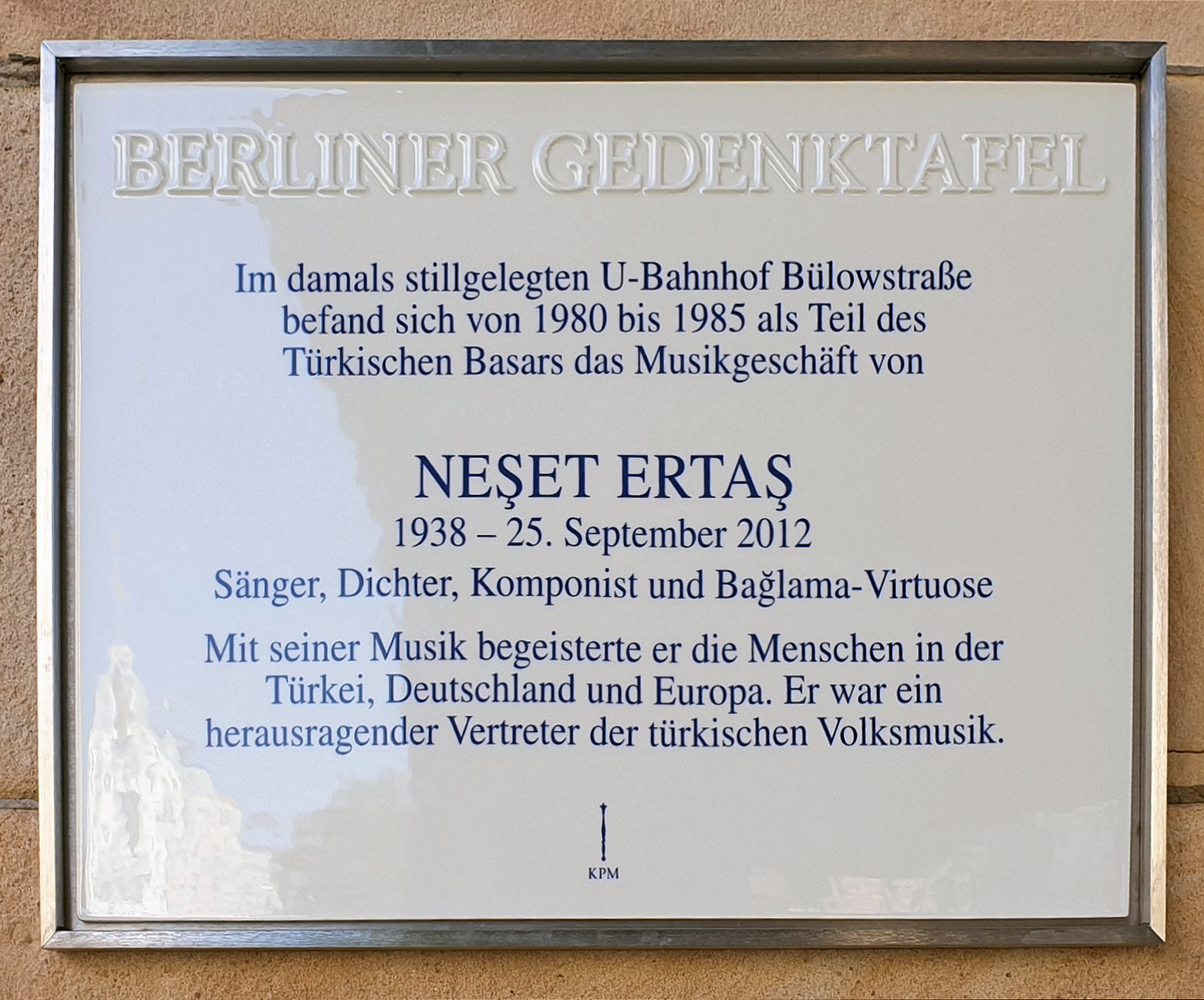
Berliner Gedenktafel am U-Bahnhof Bülowstraße in Berlin-Schöneberg

Ertaş hat viele Lieder aus seiner mittelanatolischen Heimat Kırşehir in den 1970ern landesweit bekannt gemacht, und zahlreiche bekannte Lieder wurden von ihm komponiert.
Nach dem Tod von Mahzuni Şerif im Jahr 2002 galt er als einer der bedeutendsten türkischen Aşık („Volksdichter“). Seine Lieder zeichneten sich – im Gegensatz zu denen von Mahzuni Şerif – weniger durch politische Aussagen als vielmehr durch die Poesie seiner Texte aus.
Neşet Ertaş war, wie schon sein nicht minder bekannter Vater Muharrem Ertaş, ein Abdāl, ein fahrender Sänger, der von Ort zu Ort zog und bei Hochzeiten und anderen Gelegenheiten typische Weisen seiner Heimat Kırşehir vortrug.
Nach einer Krankheit ging er mit der Welle der türkischen Arbeiter nach Deutschland, wo er sein musikalisches Engagement ungemindert fortführte, indem er bei Veranstaltungen seiner Landsleute auftrat. Er lebte eine Zeit lang in Berlin und betrieb hier ein Musikgeschäft im sogenannten Türkischen Basar im bis zur Wende stillgelegten U-Bahnhof Bülowstraße. Später wurde Köln seine Wahlheimat.
Vor seinem Tod hielt er sich verstärkt in der Türkei auf und gab gelegentlich Konzerte und trat im türkischen Fernsehen auf.
Ertaş wurde am 10. September 2012 aufgrund von Krebs und einer chronischen Erkrankung in eine Klinik in Izmir eingeliefert, wo er am 25. September 2012 im Alter von 74 Jahren starb.

## Ehrung
Am 19. September 2024 wurde in Berlin-Schöneberg, am U-Bahnhof Bülowstraße, eine Berliner Gedenktafel für ihn enthüllt.

## Diskografie

### Alben
| - 1979: Türküler Yolcu - 1985: Sazlı Oyun Havaları - 1987: Türkülerle Yaşayan Efsane Deyişler Bozlaklar Türküler - 1988: Gönül Ne Gezersin Seyran Yerinde - 1988: Kendim Ettim Kendim Buldum - 1988: Kibar Kız - 1989: Hapishanelere Güneş Doğmuyor - 1989: Bozkırın Tezenesi / Sazlı Sözlü Oyun Havaları - 1990: Gel Gayri Gel - 1992: Şirin Kırşehir - 1993: Kova Kova İndirdiler Yazıya - 1995: Seçmeler 2 - 1995: Seçmeler 3 - 1995: Seher Vakti - 1995: Altın Ezgiler 3 - 1995: Benim Yurdum - 1997: Nostalji 1 - 1998: Gönül Yarası - 1998: Sevda Olmasaydı - 1998: Ölmeyen Türküler 2 - 1999: Ölmeyen Türküler 3 | - 1999: Zülüf Dökülmüş Yüze - 1999: Gönül Dağı - 1999: Mühür Gözlüm - 1999: Zahidem - 1999: Neredesin Sen - 2000: Garibin Dünyada Yüzü Gülemez - 2000: Niye Çattın Kaşlarını - 2000: Çiçek Dağı - 2000: Ayaş Yolları - 2000: Sevsem Öldürürler - 2000: Ağla Sazım - 2000: Hata Benim - 2001: Dostlara Selam - 2001: Sabreyle Gönül - 2002: Yar Gönlünü Bilenlere - 2002: Vay Vay Dünya - 2003: Gurban Olduğum - 2003: Türküler Deyişler ve Semahlar - 2007: Acem Kizi - 2008: Neşet Ertaş 2008 |

Quelle:

### Bekannte Songs
- Gönül Dağı
- Yalan Dünya
- Neredesin Sen
- Yolcu
- Ahirim Sensin
- Yazımı Kışa Çevirdin
- Zülüf Dökülmüş Yüze
- Kendim Ettim Kendim Buldum
- Doyulur Mu
- Sen Benimsin Ben Seninim
- Zahide
- Kaşların Karasına
- Dane Dane Benleri Var
- Nar Danesi